# کورتنی کین
کورتنی کین (انگلیسی: Kortney Kane؛ زاده ۳۱ ژوئیهٔ ۱۹۸۶) یک بازیگر پورنوگرافی است. 